# Evaristo Domingo
Evaristo Domingo (nacido circa 1910 en Barcelona) fue un exjugador de baloncesto español.   

## Trayectoria
Se inicia en el mundo del baloncesto cuando estaba realizando el servicio militar en Barcelona, él y un grupo de compañeros son iniciados en el básquet por el capitán Miralles. Después de 9 meses jugando y entrenando en grupo, después de licenciarse en la mili, y de acuerdo con el Capitán Miralles, deciden en 1927 ofrecerse en bloque al Real Club Deportivo Español. Con el Español llegó a ser campeón de Cataluña en los años 1930 y 1931. El otro equipo para el que jugó fue el Laietà Basket Club. Fue un plurideportista, también dedicándose al waterpolo, remo y a la  natación.